# Teresa & Maria
"Teresa & Maria" is een nummer van de Oekraïense artiesten Alyona Alyona en Jerry Heil. Zelf beschreven als een lied over hoop, geïnspireerd door de rooms-katholieke heilige Moeder Teresa en de Maagd Maria, werd het lied geschreven door Alyona, Heil, Anton Chilibi en Ivan Klymenko. Het nummer werd op 11 januari 2024 uitgebracht via Enko Music en vertegenwoordigde Oekraïne op het Eurovisie Songfestival 2024.

## Eurovisiesongfestival
Heil en Alyona werden officieel aangekondigd om op 12 januari 2024 deel te nemen aan Vidbir 2024. Na hun overwinning in Vidbir 2024 werden ze de officiële Songfestivalkandidaten. Enkele weken stonden ze ook bovenaan de gokkantoren om het festival te gaan winnen. 
Het duo trad aan in de eerste halve finale, waar het tweede werd en zich plaatste voor de grote finale. Daarin werd het duo uiteindelijk derde, met 453 punten in totaal, waarvan 147 van de jury en 307 van de televoters. 